# Miki (Kagawa)
Miki (三木町, Miki-chō) és una vila i municipi de la prefectura de Kagawa, a la regió de Shikoku, Japó i pertanyent al districte de Kita. Actualment, gran part del municipi és una ciutat dormitori de Takamatsu, la capital prefectural. Per a diferenciar el municipi d'altres amb el mateix nom al Japó, sol ser anomenat informalment Sanuki Miki (讃岐三木), fent referència a l'antiga província de Sanuki.

## Geografia
El municipi de Miki està situat a la meitat oriental de la prefectura de Kagawa, al nord-est de l'illa de Shikoku i és un dels pocs municipis de la prefectura que no fa costa. El terme municipal de Miki limita amb el de Takamatsu, capital prefectural, al nord i a l'oest; amb el de Sanuki a l'est i al sud amb la prefectura de Tokushima.

## Història
L'àrea on actualment es troba el municipi de Miki va formar part des de temps antics fins a principis de l'era Meiji de l'antiga i ja desapareguda província de Sanuki. La vila es va crear l'1 d'octubre de 1954 amb la fusió de la vila de Hirai amb els pobles de Hikami, Kamiyama, Shimo-Takaoka i Tanaka. El 30 de setembre de 1956 el poble d'Ido es va afegir a Miki, però l'1 de novembre de 1959 la zona nord d'Ido va demanar ser integrada a la vila de Nagao, actualment part de la ciutat de Sanuki.

## Demografia
| 1920   | 1930   | 1940   | 1950   | 1960   | 1970   | 1980   |
| ------ | ------ | ------ | ------ | ------ | ------ | ------ |
| 21.876 | 22.621 | 22.227 | 29.777 | 25.415 | 23.308 | 24.989 |
| 1990   | 2000   | 2010   | 2020   | 2030   | 2040   | 2050   |
| 26.966 | 28.769 | 28.473 | 26.890 | -      | -      | -      |

## Transport

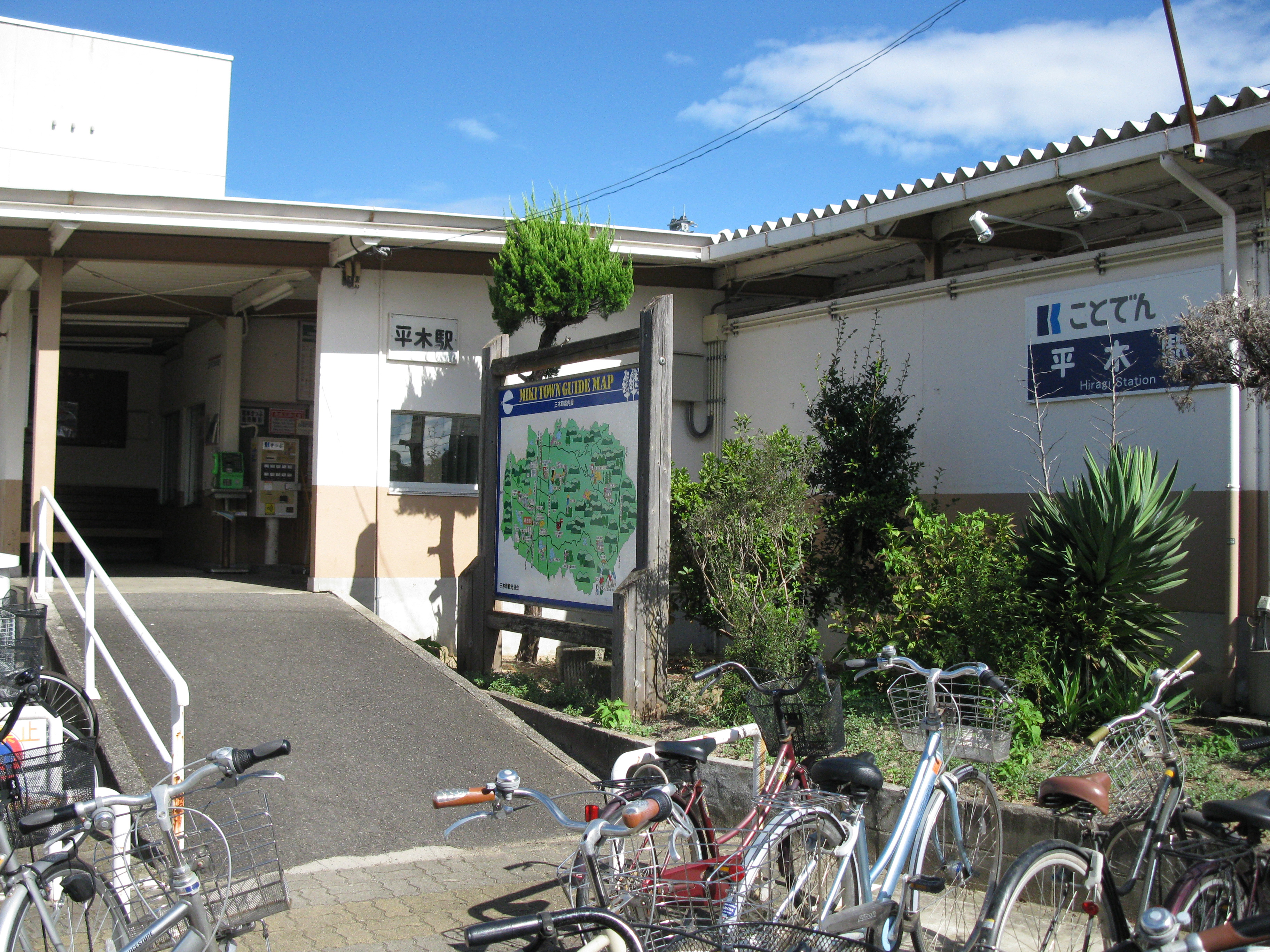
Estació de Hiragi

### Ferrocarril
- Ferrocarril Elèctric Takamatsu-Kotohira (Kotoden)
  - Hiragi - Ikenobe - Nōgakubumae - Gakuen-dōri - Shirayama - Ido - Kumonmyō

### Carretera
- Autopista de Takamatsu
- Nacional 11 - Nacional 193 - Nacional 377

## Agermanaments
- Nanae, Hokkaido, Japó. (11 d'octubre de 1999)
- Didsbury, província d'Alberta, Canadà.